# Цај Ђуен
Цај Ђуен (упрош: 蔡骏; трад: 蔡駿; пин: Cài Jùn; Шангај, 23. децембар 1978) кинески је писац млађе генерације кога често називају „кинески Стивен Кинг”.

## Биографија
Рођен је 1978. године у Шангају. До сада је објавио преко петнаест књига, од којих је скоро свака постала бестселер. Сâм Ђуен важи за најпродаванијег писца хорор жанра у Кини. Већ са првим романом Вирус, који је објавио са 22 године (2001), доживљава огроман успех код читалачке публике, али и критичара који му додељују награду „Млада нада у успону”. У својим романима вешто преплиће хорор тематику са елементима криминалистичког и трилер жанра.

## Дела
Најпознатије књиге су му Вирус, 19. ниво пакла, Напуштено село, Клетва, Бог те посматра и Маргаретина тајна. Неке од њих су добиле своју ТВ (Изгубљена душа), филмску (19. ниво пакла, Напуштено село, Отмица) или позоришну адаптацију (Напуштено село).
Први роман Вирус преведен је на руски, док 19. ниво пакла треба да ускоро изађе на енглеском језику у издању канадске издавачке куће „Брисун медија”, као и на српском, у издању нове издавачке куће „Фестина ленте” из Београда.